# Ludowy Instytut Oświaty i Kultury
Ludowy Instytut Oświaty i Kultury – założony został w 1940 roku w Warszawie w wyniku połączenia Instytutu Oświaty Dorosłych, Instytutu Teatrów Ludowych, Instytutu Oświaty i Kultury im. Staszica oraz Poradni Bibliotecznej Związku Bibliotekarzy Polskich.
W skład zarządu instytutu wchodzili m.in.: J. Cierniak, Kazimierz Maj, Robert Froelich, Feliks Popławski i inni działacze ludowi i robotniczy. Podczas okupacji hitlerowskiej instytut prowadził podziemne badania dotyczące rozwoju oświaty w Polsce po zakończeniu wojny. Prowadził również działalność wydawniczą i edukacyjną aż do 1948 roku, kiedy powstało Towarzystwo Uniwersytetów Ludowych RP.